# Nykarleby
Nykarleby (en finnois : Uusikaarlepyy) est une ville de l'ouest de la Finlande, bordée par le Golfe de Botnie.
Elle a comme la plupart des villes de la région d'Ostrobotnie une nette majorité suédophone, ici supérieure à 90 % de la population.
Le suédois parlé ici diffère significativement de celui parlé en Suède (voir Dialectes du suédois).

## Histoire
La ville est fondée en 1620 par le roi de Suède Gustave II Adolphe. Mais la ville subit la concurrence des villes voisines (notamment Jakobstad, fondée 32 ans plus tard dans un contexte politique différent) et ne parvient jamais à se développer.
Elle se retrouve par hasard au cœur de l'agitation de la Guerre de Finlande lorsque le 13 septembre 1808 des troupes suédoises menée par Georg Carl von Döbeln interceptent une colonne russe à Jutas, 4 km au sud du centre-ville. La bataille qui suit est une victoire suédoise, sans conséquence car annulée dès le lendemain par la lourde défaite de la principale armée suédoise à Oravais, 25 km au sud.
Cette bataille est néanmoins restée célèbre en raison du poème épique de Runeberg, Döbeln à Jutas.
La ville ne compte que 780 habitants en 1818, lorsqu'elle voit naître Zacharias Topelius, un des principaux écrivains finlandais du XIXe siècle et promoteur du mouvement d'éveil national.
Nykarleby continue à végéter, atteignant tout juste 1 565 habitants en 1973 – elle est alors une des plus petites villes de Finlande. Elle s'accroit significativement, tant en population qu'en superficie, avec l'annexion de trois communes rurales voisines en 1975.
Aujourd'hui, la municipalité reste assez agricole. Elle est également une des capitales finlandaises de la fourrure, comptant de nombreux élevages.

## Géographie
La commune est très plane. Elle marque l'embouchure de la Lapuanjoki qui traverse le centre-ville avant de se jeter 4 km plus loin dans le Golfe de Botnie.
La commune est traversée par l'importante nationale 8 (qui contourne le centre-ville) entre Turku (à 510 km) et Oulu (250 km). Elle est également le point de départ de la nationale 19 qui file vers le sud (Jalasjärvi, connexion avec la nationale 3  vers Tampere et Helsinki - à 445 km).
Elle est bordée par les communes d'Oravais au sud, Alahärmä et Kortesjärvi au sud-est (les 2 en Ostrobotnie du Sud), Pedersöre à l'est et Jakobstad au nord-est.

## Démographie
Depuis 1980, l'évolution démographique de Uusikaarlepyy est la suivante :
| Année      | 1980  | 1985  | 1990  | 1995  | 2000  | 2005  |
| ---------- | ----- | ----- | ----- | ----- | ----- | ----- |
| population | 7 537 | 7 768 | 7 727 | 7 658 | 7 492 | 7 375 |

| Année      | 2010  | 2015  | 2020  |
| ---------- | ----- | ----- | ----- |
| population | 7 458 | 7 564 | 7 473 |

## Transports
Nykarleby est traversée par les routes nationales 8 et 19 ainsi que par les routes régionales 746 et 749.

## Jumelages
La ville de Nykarleby est jumelée avec :
| Ville | Ville       | Pays | Pays     |
| ----- | ----------- | ---- | -------- |
|       | Hammel (en) |      | Danemark |
|       | Sollefteå   |      | Suède    |
|       | Steinkjer   |      | Norvège  |